# Journée de l'arbre au Bénin
La journée nationale de l'arbre au Bénin est une campagne annuelle de plantations, d'entretien des arbres et de sensibilisation sur les conséquences de la déforestation, s'inspirant de la journée de l'arbre initiée par les États-Unis. Chaque année, elle est célébrée le premier juin, début de la grande saison pluvieuse au Bénin.

## Historique
La journée de l'arbre est instituée au Bénin par décret le 23 juillet 1985 sous le président Mathieu Kérékou et se célèbre depuis le 1er juin 1985,.

## Célébrations nationales

### Célébration de 2024
Le 1er juin 2024, des autorités béninoises célèbrent la journée nationale de l'arbre dans la ville de Sèmè-Kpodji sous le thème de « Restauration des forêts et innovation ». À Lokossa, des représentants du ministère de cadre de vie participent la mise terre de plus de 1500 espèces de plantes indigènes par la population locale notamment des jeunes activistes de l'environnement.

### Célébration de 2023
Le Bénin célèbre la 39e édition de la journée nationale de l'arbre sous le thème : « Plantons et entretenons les essences autochtones pour restaurer notre écosystème et préserver notre santé » . Selon les autorités, l'objectif est de promouvoir la plantation et la protection des arbres autochtones.
Pour cette commémoration, l'Organisation non gouvernementale (ONG) ReAgro  met en terre des plants de terminalia superba avec les apprenants, instituteurs et autorités de l’'école primaire publique de Kpocon à dans la Commune de Bohicon.

### Célébration 2022
Pour la journée de l'arbre de 2022 au Bénin, les autorités établissent pour thème :« Valorisation des espèces autochtones pour une économie verte et durable ». Dans ce cadre, plusieurs évènements locaux marquent sa  commémoration,,,.
Ainsi, la Jeune chambre internationale « Cotonou la Doyenne » organise la plantation de 5000 espèces dont 2000 terminalia superba, 1300 acacia, 1500 gmelina arborea et 200 terminalia catapa à Zè dans l'Atlantique, le 4 juin.
1500 plants  sont mis en terre à la zone industrielle de Glo-Djigbé Zè (GDIZ) en présence des élus locaux et responsables administratifs. Les espèces  sélectionnées sont entre autres :  roystonea regia (le palmier royal), mangifera indica (manguier),citrus sinensis (oranger), khaya senegalensis (caïlcédrat) et terminalia .

### Célébration 2021
Le mardi 1er juin 2021 est marqué par la célébration de la 37e édition de la Journée Nationale de l'Arbre sous le thème :« Arbre et restauration des forêts pour le bien-être ». Le lancement officiel s'effectue dans la commune d'Abomey-Calavi par une délégation gouvernementale (dont font partie les ministres de l’agriculture, du cadre de vie et du développement durable), l’ambassadeur du Vénézuela près le Bénin, du représentant du préfet de l’Atlantique et du maire de cette commune. Sur un domaine de cinq (05) hectares à Kpoè Kpanroun 12.500 plants de différentes essences forestières sont mis en terre .
De même, la Société de Gestion des Déchets et de la Salubrité du Grand Nokoué (SGDS-GN), la mairie de Sèmè-Podji et l'ONG Ayedun initient une campagne de reboisement de l'espace ''Le Bélier'' à Èkpè, dans la commune de Sèmè-Podji, le 2 juin 2021 avec 200 plants .

### Célébration 2020
1er juin 2020, journée de l'arbre, la 36è édition se célèbre sous le thème : « Arbre et conservation de la Biodiversité pour une économie verte durable ». Plusieurs initiatives d'organisations et institutions se sont mobilisées en cette journée malgré le COVID-19 comme :  le challenge Mon espace vert : une barrière contre COVID-19 de l’équipe environnement AVV VIA-ME, le projet Challenge des plantations d’alignement à Pobè par le consortium des associations de la Commune de Pobè, et bien d'autres projets qui ont voulu marqué cette journée .

## Thèmes désignés
| Célébration de la journée de l'arbre au Bénin | Célébration de la journée de l'arbre au Bénin                                                                | Célébration de la journée de l'arbre au Bénin | Célébration de la journée de l'arbre au Bénin |
| Date du lancement                             | thème choisis                                                                                                | Lieu officiel                                 | Remarques |
| --------------------------------------------- | --- | --------------------------------------------- | --- |
| 1er juin 2024                                 | « Restauration des forêts et innovation »                                                                    | Sèmè-Kpodji                                   | Plusieurs campagnes de reboisement sont déroulées dans toutes les régions du pays par des ONG, des jeunes activistes et des personnalités à divers niveau sur plusieurs jours,. |
| 1er juin 2023                                 | « Plantons et entretenons des essences autochtones pour restaurer notre écoystème et préserver notre santé » | Djidja                                        | Les plantes autochtones sont privilégiées en raison de leurs utilitées alimentaire et médicinale pour les communautés locales.                                                  |